# ニッコロ・アントニオ・コラントニオ
コラントニオまたはニッコロ・アントニオ・コラントニオとして知られるニッコロ・アントニオ（Niccolò Antonio Colantonio、1420年ごろに生まれ、1460年以降に没）は1440年ごろから1460年ごろの間、ナポリで活動した画家である。アントネロ・ダ・メッシーナの師匠とされ、フランドルなどの北方の絵画のスタイルとイタリア美術の融合において重要な役割を果たした。
コラントニオが活動した時期のナポリは、プロヴァンスで芸術を擁護したルネ・ダンジューが1435年にナポリ王を継承し、宮廷画家としてバーテルミー・デックがナポリで活躍した。バーテルミー・デックはフランドルの画家ヤン・ファン・エイクらの影響を受けていたとされる画家で、コラントニオはナポリでバーテルミー・デックの弟子であったかその作品から強い影響を受けたとされている。
コラントニオについての資料は、少し後の世代のヴェネツィアの学者、ピエトロ・スンモンテ(Pietro Summonte: 1463–1526)が1524年に書いた文書に従い、生年や活動期間などが推定されている。 
コラントニオは1440年ごろから1460年ごろまでの間、ナポリで活動したとされ、ルネ・ダンジューの治世と1442年にナポリ王の地位を奪ったアラゴン王アルフォンソ5世の治世下のナポリで働いた。
作品にはナポリ、カポディモンテ美術館に収蔵されている「聖ウィンケンティウス・フェレリウス多翼祭壇画」などがある。

## 作品

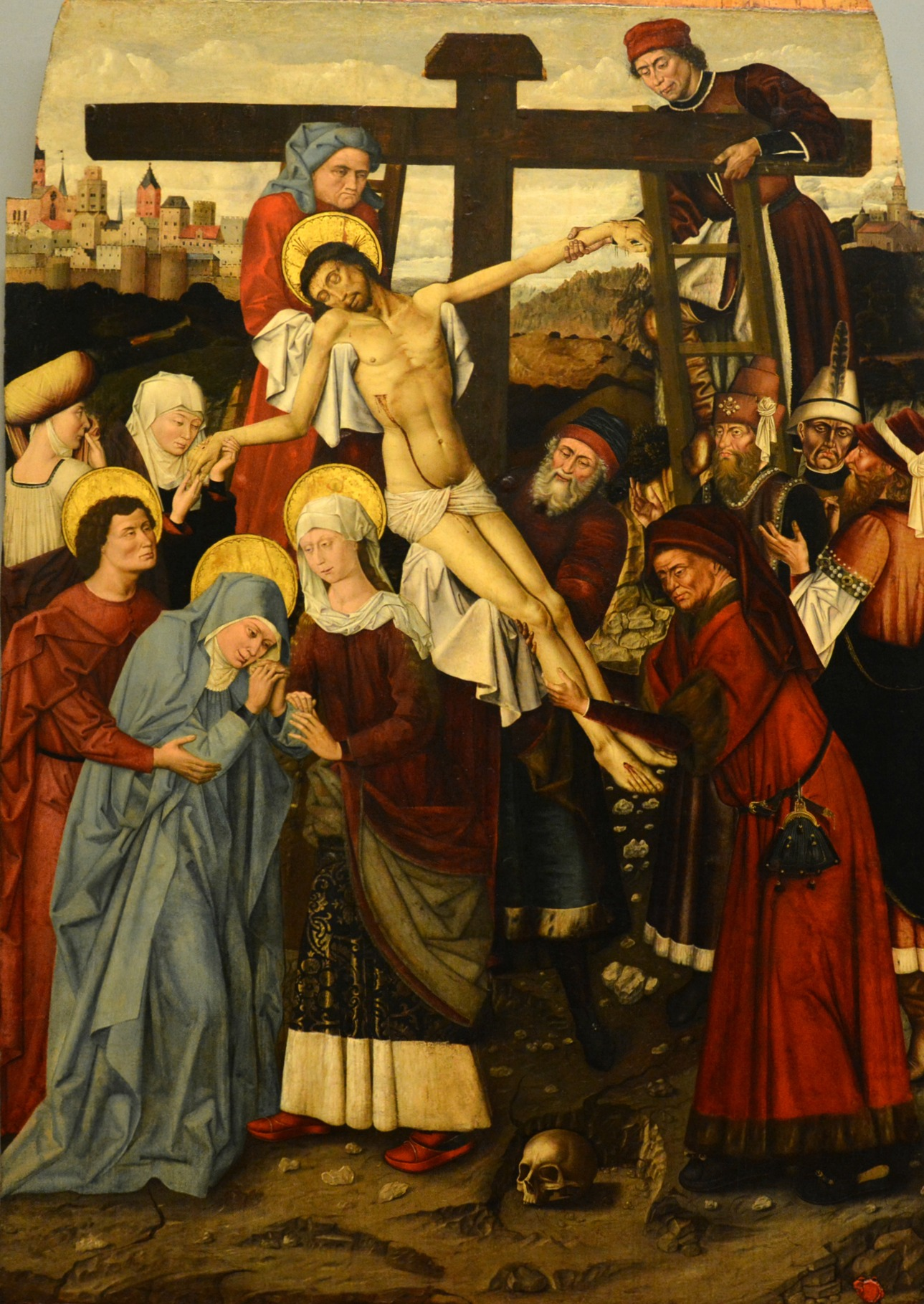
十字架降下(1450年代) カポディモンテ美術館蔵
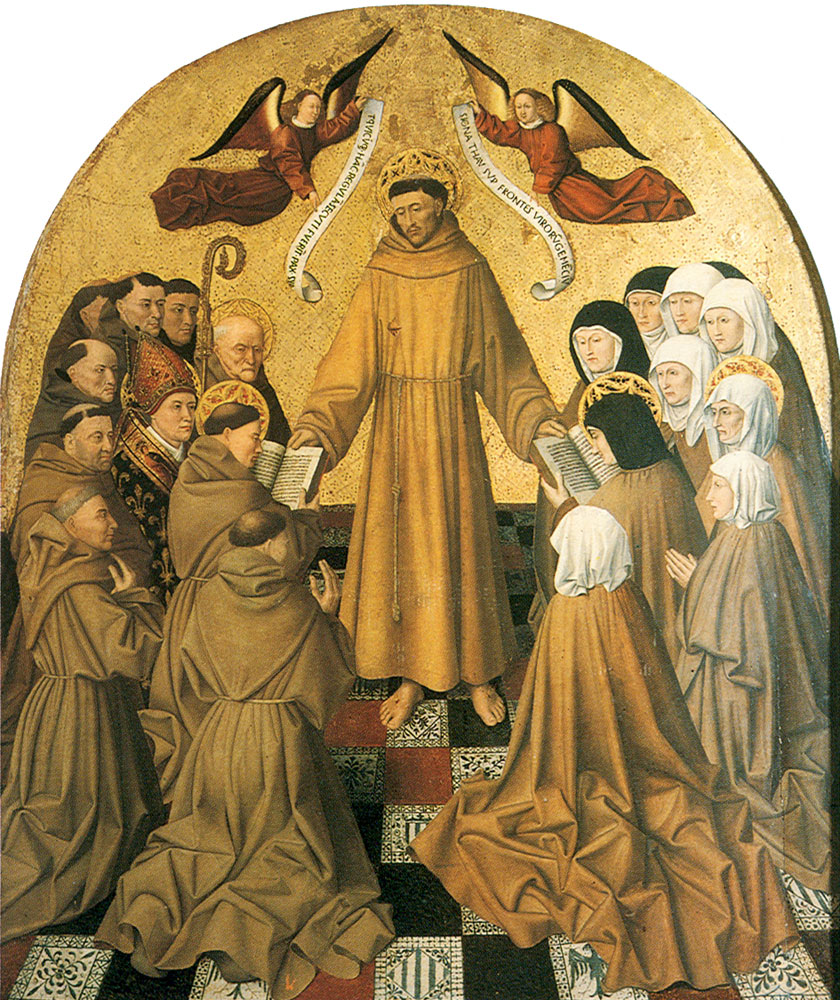
「フランチェスコ会修道士たちに会則を渡す聖フランチェスコ」（c.1445） カポディモンテ美術館蔵
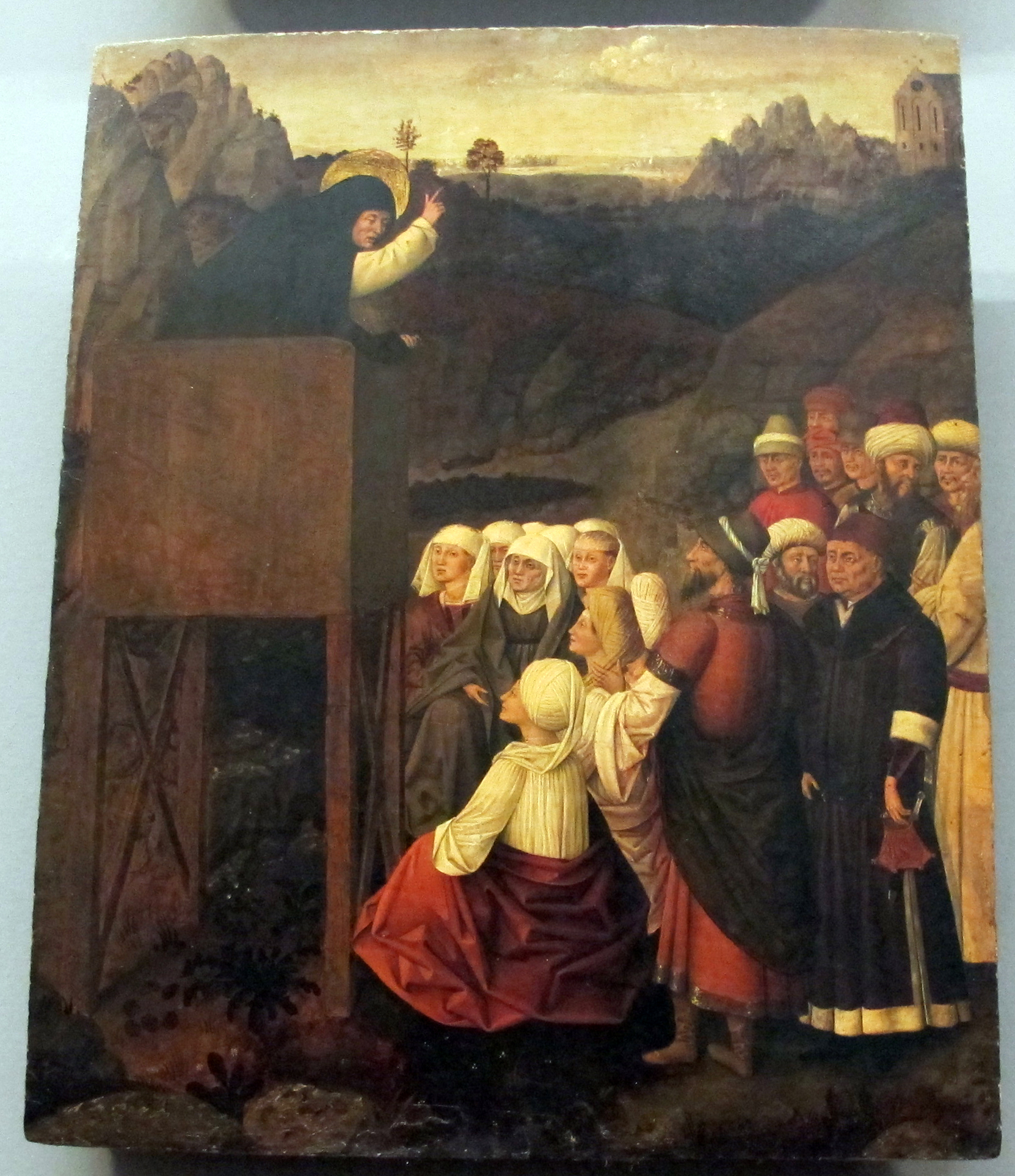
「聖ウィンケンティウス・フェレリウス多翼祭壇画」の1点
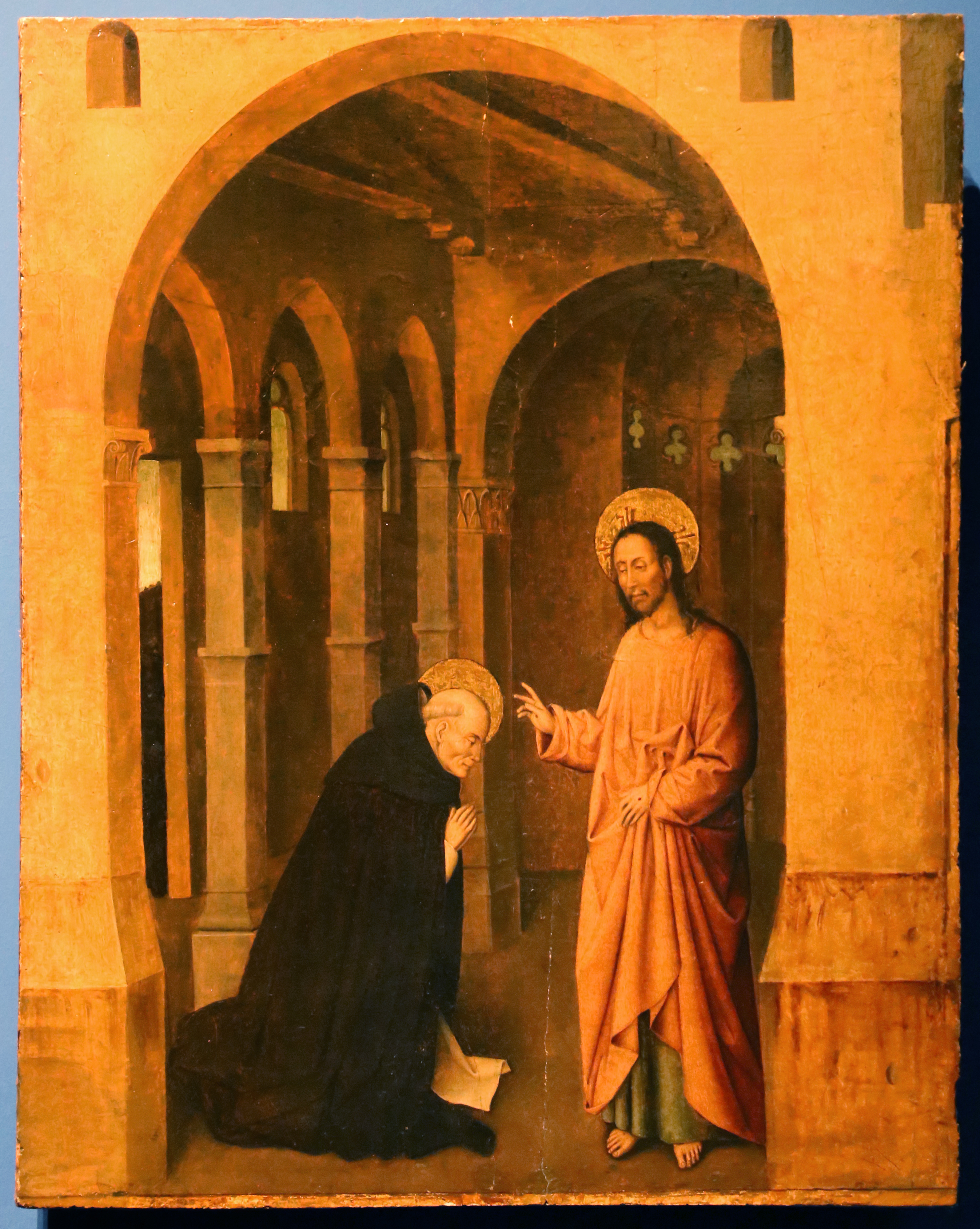
「聖ウィンケンティウス・フェレリウス多翼祭壇画」の1点